# David A. Huffman
David Albert Huffman (9 de agosto de 1925 — Santa Cruz, 7 de outubro de 1999) foi um pioneiro no campo da ciência da computação.
Ao longo da sua vida, Huffman fez contribuições significativas para o estudo das máquinas de estados finitos, comutação de circuitos, processos de síntese, e projetos de sinais. No entanto, David Huffman é mais conhecido pela invenção do Código Huffman, uma técnica muito importante de compressão sem perda de dados com uma codificação de comprimento variável. Foi o resultado de um artigo final que ele escreveu enquanto era estudante de doutorado no Massachusetts Institute of Technology (MIT), onde ganhou um grau de D.Sc., com uma tese com o nome The Synthesis of Sequential Switching Circuits, orientado por Samuel Hawks Caldwell (1953).
"Códigos de Huffman" são utilizados em quase todas as aplicações que envolvem compressão e transmissão de dados digitais, tais como máquinas de fax, modems, redes de computadores, e televisões de alta definição (HDTV), para citar algumas.

## Biografia
Nascido em Ohio, Huffman ganhou seu grau de Bacharel em engenharia elétrica da Universidade do Estado de Ohio, com a idade de 18 anos em 1944. Serviu então na Marinha dos Estados Unidos como um agente de manutenção de radares em um destróier que ajudou na limpeza de minas em águas japonesas e chinesas, após Segunda Guerra Mundial. Em seguida, ele obteve seu título de Mestre pela Universidade do Estado de Ohio, em 1949 e seu Ph.D. do MIT em 1953, também em engenharia elétrica.
Huffman se juntou ao corpo docente do MIT em 1953. Ele foi premiado com a medalha Louis E. Levy em 1955. Em 1967, ele foi para a Universidade da Califórnia, Santa Cruz como membro do corpo docente fundador do Departamento de Ciência da Computação. Ele desempenhou um papel importante no desenvolvimento de programas acadêmicos do departamento e da contratação de seu corpo docente, e serviu como presidente nos anos 1970-1973. Ele se aposentou em 1994, mas permaneceu em atividade como professor emérito, no ensino da teoria da informação e cursos de análise de sinais.
Huffman fez contribuições importantes em muitas outras áreas, incluindo a teoria da informação e codificação, projetos de sinal para radar, aplicações de comunicações e procedimentos para o projeto de circuitos lógicos assíncronos. Como conseqüência de seu trabalho sobre as propriedades matemáticas das superfícies com "curvatura zero de Gauss", Huffman desenvolveu suas próprias técnicas para dobrar papel em formas esculpidas incomuns (que deu origem ao campo do origami computacional).
As realizações de Huffman lhe renderam inúmeros prêmios e homenagens. Mais recentemente, recebeu a medalha Richard Hamming de 1999 do Instituto de Engenheiros Eletricistas e Eletrônicos (IEEE), em reconhecimento de suas contribuições excepcionais para as ciências da informação. Ele também recebeu a medalha Louis E. Levy do Franklin Institute por sua tese de doutorado sobre comutação de circuitos seqüenciais, e um Distinguished Alumnus Award (prêmio do aluno distinguido) da Universidade do Estado de Ohio, e o Prêmio W. Wallace McDowell. Ele foi o receptor do prêmio Computer Pioneer Award (prêmio pioneiro do computador) da IEEE Computer Society, e recebeu o prêmio Golden Jubilee Award for Technological Innovation  (Prêmio do Jubileu de Ouro da Inovação Tecnológica) da IEEE Information Theory Society em 1998.
David Huffman morreu em 1999 após uma batalha de 10 meses contra o câncer. Ele foi assistido por sua esposa, Marilyn Huffman, Santa Cruz; sua ex-esposa, Jane Ayres Huffman; seus três filhos, Elise, Linda, e Stephen Huffman, todos de Santa Cruz; um genro, Jeff Grubb, de Santa Cruz; uma enteada, Marti Homer Kehlet, de Sacramento, seu marido, Daret, e sua filha, Karsen; um enteado, Darin Homer de Prunedale, sua esposa, Jane, e seu filho, Ryan, e um irmão, Donald Huffman, de Westerville, Ohio, sua esposa, Jean e sua família.
Huffman nunca tentou patentear uma invenção de seu trabalho. Em vez disso, concentrou seus esforços na educação. Nas palavras de Huffman, "Meus produtos são meus alunos."

## Proposta de códigos de Huffman
Huffman propôs o código de Huffman, enquanto um estudante de pós-graduação no MIT, como parte de uma monografia para a aula de Robert Fano. nas palavras de Robert Fano-

… Em 1950, Comecei a ensinar uma disciplina de pós-graduação em teoria da informação, e um dos alunos se chamava Dave Huffman, que escreveu uma monografia. Eu tinha dado um número de temas possíveis. Um deles era que, enquanto eu desenvolvi a forma de codificação, isto não garantia que a codificação fosse ótima. Shannon, que na época estava na Bell Laboratories, não tinha certeza. Então eu levantei a questão. Eu disse: "Seria bom saber forma otimizada de codificação."  Tudo o que Huffman havia desenvolvido e publicado em sua monografia, claro.

## Artigos sobre Huffman
- Gary Stix: "Profile: Information Theorist David A. Huffman" - Scientific American Special Issue on Communications, Computers, and Networks, setembro, 1991